# John Bright

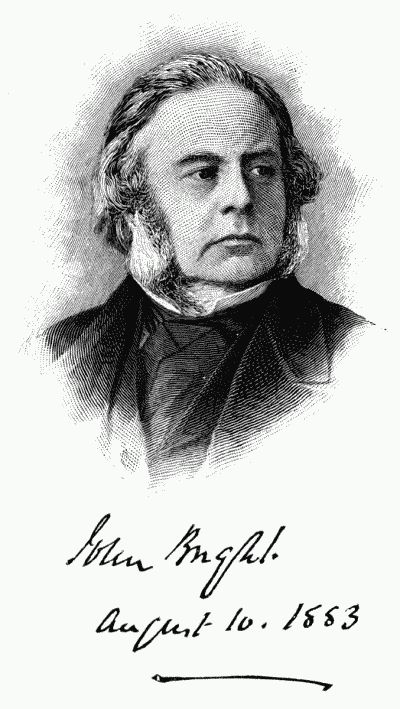
John Bright, 1883

John Bright (ur. 16 listopada 1811 w Rochdale w hrabstwie Lancashire, zm. 27 marca 1889) – brytyjski radykalny i liberalny polityk, kwakier, współzałożyciel Ligi Przeciwko Ustawom Zbożowym, minister w rządach Williama Ewarta Gladstone’a.

## Życiorys
Był synem Jacoba Brighta, pracownika branży tekstylnej z Manchesteru, i jego drugiej żony Marthy Wood. Wykształcenie odebrał w Ackworth School, Bootham School oraz w Newton School. W wieku 16 lat rozpoczął pracę w fabryce ojca. Wkrótce rozpoczął działalność publiczną i dał się poznać jako świetny mówca. W 1836 lub 1837 r. poznał Richarda Cobdena i wspólnie rozpoczęli działalność na rzecz zniesienia protekcjonistycznych ustaw zbożowych.
Pierwsze przemówienie w tej sprawie Bright wygłosił w 1838 r. Rok później powstała Liga Przewicko Ustawom Zbożowym (Anit-Corn Law League). Bright dużo podróżował po kraju i wygłaszał wiele przemówień, w których popierał wolny handel i krytykował ziemską arystokrację. W 1843 r. Bright uzyskał mandat parlamentarny z okręgu City of Durham. Wciąż podróżował po kraju. Zorganizował konferencję Ligi w Londynie. Słał także petycje do księcia Sussex, ministra spraw wewnętrznych sir Jamesa Grahama oraz do przewodniczącego i wiceprzewodniczącego Zarządu Handlu, lorda Ripona i Williama Gladstone’a.
Działalność Brighta i Cobdena oraz klęska głodu w Irlandii spowodowana chorobą ziemniaków, skłoniły premiera Roberta Peela do zniesienia ustaw zbożowych, co nastąpiło w 1846 r. W 1847 r. Bright uzyskał mandat parlamentarny z okręgu Manchester. Jego krytyka wojny krymskiej, sprawiła, że przegrał wybory w Manchesterze w 1857 r. Wkrótce jednak uzyskał mandat parlamentarny z okręgu Birmingham. Od 1885 r. reprezentował okręg wyborczy Birmingham Central.
W 1868 r. został przewodniczącym Zarządu Handlu i był nim do 1871 r. W latach 1873–1874 i 1880-1882 był Kanclerzem Księstwa Lancaster. W 1886 r. opuścił Partię Liberalną w proteście przeciwko projektowi nadającemu Irlandii autonomię.